# Barbara Wappmann-Sulzer
Barbara Wappmann-Sulzer (* 2. November 1941 in Zürich) ist eine Schweizer Blockflötistin, Musikpädagogin SMPV und Co-Leiterin des Vereins Danza Antica.

## Leben
Nach dem Musikstudium am Konservatorium Zürich und an der Musikhochschule Berlin widmet sich Wappmann-Sulzer der Förderung des Musikunterrichts in der Schweiz. Wappmann-Sulzer war Vorstandsmitglied der Schweizerischen Arbeitsgemeinschaft für Jugendmusik und Musikerziehung (SAJM), die sich für eine Verbesserung der Qualität im Musikunterricht im Allgemeinen und im Blockflötenunterricht im Besonderen einsetzt und arbeitete mit Rudolf Schoch, Walter Giannini, Willi Gohl, Josef Röösli, Maurice Steger u. a. zusammen. Auf die Bemühungen der SAJM gehen zahlreiche Gründungen von Musikschulen in der Schweiz wie auch die des Verbandes Musikschulen Schweiz (VMS) im Jahr 1975 zurück. Um das Niveau des Blockflötenunterrichts in der Schweiz weiter anzuheben, war Wappmann-Sulzer in den Jahren 1976–1978 massgeblich daran beteiligt, Ausbildungskriterien und Prüfungsreglemente für den „Ausweis C“ der SAJM zu entwickeln. Dieser befähigt dazu, Blockflöten-Unterricht auf Sopran-, Alt-, Tenor- und Bassblockflöte an Volks- und Musikschulen zu geben. Wappmann-Sulzer arbeitete als Prüfungsexpertin, bildete angehende Blockflötenlehrer und -lehrerinnen aus, leitete Didaktik- und Methodikkurse wie auch diverse Ensemblekurse, gab Blockflötenunterricht am Konservatorium Zürich, an Schulen und privat, und war als Musikpädagogin an verschiedenen Musikschulen tätig.
Barbara Wappmann-Sulzer gab Konzerte und machte Radio-, Schallplatten- und Fernsehaufnahmen als Solistin mit den Kammermusikern Zürich, Leitung Brenton Langbein, mit dem Barockensemble Luzern sowie weiteren Musikern in kammermusikalischer Formation, veröffentlichte zwischen 1998 und 2001 im Hug-Musikverlag eine eigene Flötenschule und ist bis heute Co-Leiterin der Gruppe für Historischen Tanz, Danza Antica.
Wappmann-Sulzer heiratete 1965 den gelernten Cembalobauer Egon K. Wappmann. 1969 gründeten sie zusammen das Cembalo-Atelier Egon K. Wappmann, das sie über 35 Jahren gemeinsam führten und erst 2006 aus Altersgründen aufgaben. Das Cembalo-Atelier Egon K. Wappmann hatte sich dem Verkauf und der Vermietung historischer Tasteninstrumente verschrieben und wurde von namhaften nationalen und internationalen Cembalisten, Dirigenten und Orchestern aufgrund der grossen Auswahl an Instrumenten und der fachmännischen Betreuung hoch geschätzt.
Barbara Wappmann-Sulzer und Egon K. Wappmann (1938–2024) haben zwei Kinder. Sie lebt heute in Dietikon.

## Schriften
- Richtig so? Übungen und Spielanleitungen zu den Grundlagen des Altblockflötenspiels, entstanden aus der Arbeit mit Erwachsenen: zusammengestellt für Fortgeschrittene zur Vertiefung und Erweiterung der Spielmöglichkeiten durch eigenes Ausprobieren, Hören, Kontrollieren und Korrigieren. Musikhaus Pan, Zürich 1987.
- Barbara Wappmann, Alex Ettlin: Zur Situation der Fachlehrkräfte für Blockflöte an den schweizerischen Musikschulen. Auswertung der Umfrage vom Oktober 1988. SAJM, Neuheim 1989.
- Mini 1. Flöteschuel - Schule für Sopranblockflöte. Hug-Musikverlag, Zürich 1998.
- Flöteschuel, Band 2 - Schule für Sopranblockflöte. Hug-Musikverlag, Zürich 1999.
- Altflöten-Schule - Schule für die Altblockflöte. Hug-Musikverlag, Zürich 2001.